# 青い凧
『青い凧』（あおいたこ、原題：藍風箏）は、1993年の中国映画。
ヨシフ・スターリンの死から百花斉放百家争鳴、反右派闘争、大躍進政策、文化大革命までの1950年代から1960年代にかけての中国を舞台とした映画で、1993年の第6回東京国際映画祭でグランプリを受賞したが、中国では上映禁止となり、田壮壮（ティエン・チュアンチュアン）監督は10年間映画撮影を禁じられた。

## 出演
- 母（陳樹娟）：呂麗萍（リュイ・リーピン）
- 父（林少竜）：濮存昕（プー・ツンシン）
- おじさん、後に継父（李国棟）：李雪健（リー・シュエチェン）
- 第2の継父（老呉）：郭宝昌（クオ・パオチャン）
- 母の兄（陳樹生）：宗平（ツォン・ピン）
- 樹岩：褚栓忠（チュー・シュアンチョン）
- 母の姉（陳樹英）：宗晩英（ソン・シアオイン）
- 陳樹生の恋人（朱瑛）：張弘（チャン・ホン）
- 鉄頭（3歳）：イー・ティエン
- 鉄頭（6歳）：チャン・ウエンヤオ
- 鉄頭（12歳）：チェン・シアオマン

## スタッフ
- 監督：田壮壮（ティエン・チュアンチュアン）
- 脚本：肖矛（シヤオ・マオ）
- 製作：ルオ・クイピン、ワン・リエンション
- 撮影：侯咏（ホウ・ヨン）
- 美術：張先得（チャン・シエンター）
- 音楽：大友良英
- 録音：ウー・リン
- ミキシング：神保小四郎
- 編集：銭冷冷（チェン・リンリン）
- 衣装デザイン：トン・チュイイン